# Струмок (Черновицкая область)
Струмок (укр. Струмок) — село в Вашковецкой сельской общине Днестровского района Черновицкой области Украины.
Население по переписи 2001 года составляло 297 человек. Почтовый индекс — 60221. Телефонный код — 3739. Код КОАТУУ — 7324089602.

## История
В 1946 г. Указом ПВС УССР хутор Казимиряны переименован в Струмок.
До 2020 года входило в Сокирянский район